# Munkedals landskommun
Munkedals landskommun var en tidigare kommun i dåvarande Göteborgs och Bohus län.

## Administrativ historik
Landskommunen bildades i Tunge härad vid kommunreformen 1952 som en storkommun av Foss landskommun och Håby landskommun. Namnet gavs efter tätorten Munkedal inom den tidigare kommunen Foss. 1967 tillfördes Valbo-Ryrs socken från Ödeborgs landskommun när denna upplöstes.
I samband med kommunreformen 1971 ombildades landskommunen till Munkedals kommun.
Kommunkoden 1952–71 var 1430.

### Kyrklig tillhörighet
I kyrkligt hänseende tillhörde kommunen Foss församling och Håby församling. Den 1 januari 1967 tillkom Valbo-Ryrs församling som tillfördes från upplösta Ödeborgs landskommun i Älvsborgs län.

## Geografi
Munkedals landskommun omfattade den 1 januari 1952 en areal av 133,34 km², varav 128,37 km² land.

### Tätorter i kommunen 1960
I Munkedals landskommun fanns tätorten Munkedal, som hade 2 842 invånare den 1 november 1960. Tätortsgraden i kommunen var då 59,3 procent.

## Politik

### Mandatfördelning i valen 1950–66
| 23 | 4 | 5 | 3 |

| 33 |

| 23 | 4 | 5 | 3 |

| 32 |

| 23 | 5 | 4 | 3 |

| 32 |

| 22 | 5 | 5 | 3 |

| 31 |

| 19 | 8 | 5 | 3 |

| 31 |